# Scheletul trunchiului
Scheletul trunchiului este alcătuit din osul stern, coloana vertebrală și coaste. Coloana vertebrală este alcătuită din vertebre, fiind structurată în 34 de vertebre situate în cinci zone. Prima dintre aceste zone este zona cervicală formată din 7 vertebre, primele dintre acestea, denumite atlas și axis, articulând craniul la coloana vertebrală. A doua zonă formată de vertebre este cea toracică, care este alcătuită din 12 vertebre. A treia zonă este cea lombară alcătuită din 5 vertebre. Situată inferior zonei lombare se află zona sacrală formată din 5 vertebre sudate între ele, formând astfel un os triunghiular cu baza în sus, numit osul sacrum. Ultima zonă formată de vertebre este situată inferior zonei sacrale și este numită zona coccigiană; este alcătuită din 5 vertebre sudate între ele, formând osul coccis.